# Distrito de Balangir
Balangir (en oriya: ବଲାଙ୍ଗୀର ଜିଲା) es un distrito de la India en el estado de Orissa. Código ISO: IN.OR.BL.
Comprende una superficie de 6552 km².
El centro administrativo es la ciudad de Balangir.

## Demografía
Según censo 2011 contaba con una población total de 1648574 habitantes, de los cuales 817 225 eran mujeres y 831 349 varones.